# Aleksandrova vrata
Aleksandrova vrata, legendarna pregrada, ki jo je, po izročilu, na Kavkazu zgradil "velik in pravičen vladar Dhū l-Qarnain, da bi preprečil (severnim nomadom) Gogom in Magogom napadati ljudi, ki so potovali (od zahoda) proti vzhodu".
Prepoznavanje Dhū l-Qarnaina v zgodovinskem kontekstu je težavno, zato je o njem nastalo več teorij.  Sodobni strokovnjaki ga pogosto enačijo z Aleksandrom Velikim Takšno domnevo podpirajo tudi tradicionalni islamski učenjaki. Nekateri sodobni strokovnjaki ga enačijo s Kirom Velikim in bizantinskim cesarjem Heraklijem.
Aleksandrova vrata se pogosto istovetijo s Kaspijskimi vrati v Derbentu in Darijalsko sotesko na Kavkazu. Povezujejo jih tudi z Aleksandrovim zidom (Veliki gorganski zid) v iranski provinci Golestan na jugovzhodni obali Kaspijskega jezera, od katerega se je ohranilo približno 180 km in je v zelo slabem stanju.
Obe zgradbi so zgradili perzijsko monarhi. Derbent (perzijsko دربند, Darband) pomeni "zaprta vrata" je bil zgrajen konec 5. ali na začetku 6. stoletja, ko je mesto obnovil Kavad I. iz perzijske Sasanidske dinastije.
Veliki gorganski zid je zgradilo Partsko cesarstvo v približno istem obdobju kot je bil zgrajen Kitajski zid, se pravi v 3. stoletju pr. n. št.. Zid so v 3.-7. stoletju obnovili Sasanidi.

## Vira
- M. Artamonov, Древний Дербент (Stari Derbent), Sovjetska arheologija, 8, 1946.
- K. Kleiber, Alexander's Caspian Wall – A Turning-Point in Parthian and Sasanian Military Architecture?, Folia Orientalia, 42/43, 2006/2007, str. 173–195.